# アンヘル・コレア
アンヘル・マルティン・コレア・マルティネス（Ángel Martín Correa Martínez, 1995年3月9日 - ）は、アルゼンチン・サンタフェ州ロサリオ出身のサッカー選手。リーガMX・UANLティグレス所属。アルゼンチン代表。ポジションはミッドフィールダー、フォワード。

## クラブ経歴
1995年3月9日、ロサリオのラス・フローレス地区に生まれた。その地区は、ロサリオの中でもかなり治安が悪いことで有名であり、発砲事件や強盗などが日常茶飯事となっていた。コレアが10歳の時、一家の生計を支えていた父親が死去したため、11歳でスカウトされ入団したCAサン・ロレンソ・デ・アルマグロでのプレーで得たわずかな収入を全て母親と9人兄弟の生活費に充てていた。また、9人兄弟のうち、一人はコレアが12歳のときに、もう一人を25歳のときに亡くしている。
2012年9月23日、サン・ロレンソと4年間のプロ契約を結び、2013年1月、トップチームに昇格した。3月31日、ニューウェルズ・オールドボーイズ戦でプロデビューを果たした。5月11日、ボカ・ジュニアーズ戦でプロ初得点を記録した。最終的に2012-13シーズン、13試合に出場し4得点を記録した。
2014年5月27日、スペインのアトレティコ・マドリードと5年契約で合意し、移籍金推定800万ユーロ（約11億円）で加入する予定だったが、メディカルチェックにて心疾患が見つかり手術を受け成功したものの心室にそれとは別の腫瘍が検知され、サン・ロレンソの会長マティアス・ラメンスが6ヶ月の休養が必要と発表し契約は一時保留となった。その後ニューヨークで手術を受けて11月に練習に参加、12月13日に正式に4年半契約を交わした。2015年8月22日のラス・パルマス戦で途中出場し、アトレティコでのデビューを飾った。
2018-19シーズンから10番を背負うことになった。2018年9月26日、アトレティコとの契約を2024年まで延長した。
2020年8月9日、チャンピオンズリーグのリスボン遠征に向けてUEFAプロトコルに基づきクラブでPCR検査を受けた結果、シメ・ヴルサリコと共に新型コロナウイルス陽性が発覚。症状は無かったが、自宅へ隔離され、準々決勝以降に参加できなかった。優勝がかかるリーグ最終節のバジャドリード戦では1-1の同点とするゴールを挙げ、リーグ優勝に貢献した。
2020-21シーズン、リーグ開幕戦のセルタ戦にて先発出場すると、前半23分に先制ゴール、後半9分には1-1からの勝ち越しゴールとなる2得点を挙げる活躍を見せた。試合後のマルカによる選手評価では、両チーム通じて唯一となる星3の最高評価を受けた。
2021-22シーズンの1月4日、クラブとの契約を2年間延長し、2026年6月末までとした。このシーズンは、キャリアハイとなるリーグ戦12得点を挙げた。
2025年7月9日、UANLティグレスに移籍した。

## 代表経歴

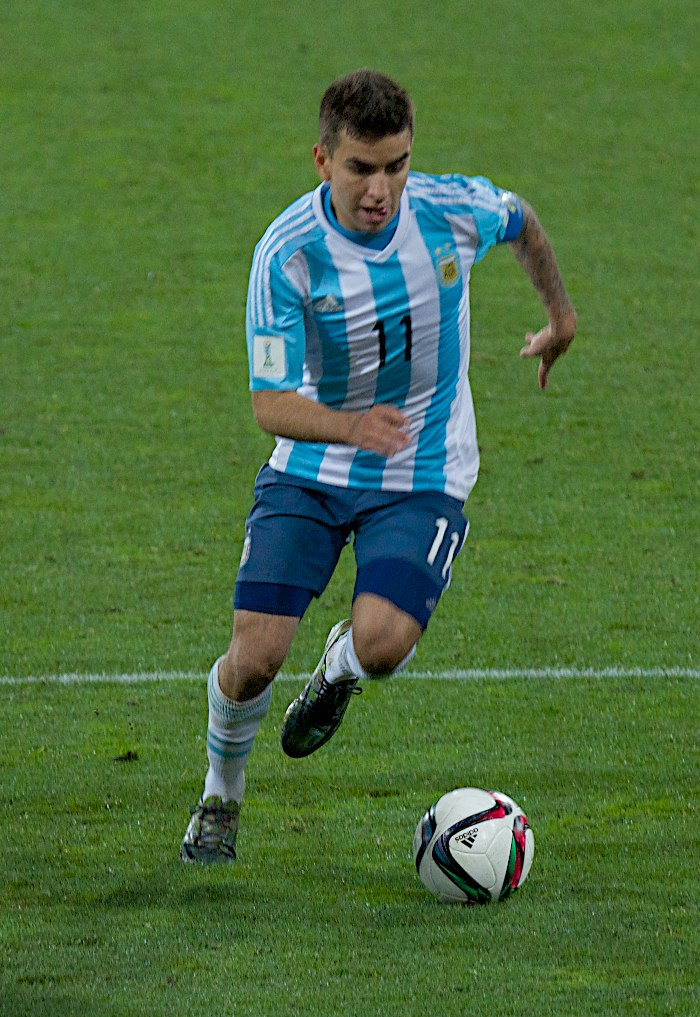
U-20アルゼンチン代表でのコレア

南米ユース選手権では4得点を挙げアルゼンチンの優勝に貢献した。
2015年8月22日、アメリカ遠征を行っていたアルゼンチン代表の1人であるハビエル・パストーレが負傷により離脱したことで、代役として招集経験の無いコレアに白羽の矢がたった。3日後、ボリビア代表と対戦したアルゼンチンは、後半開始時にエセキエル・ラベッシに変えてコレアを投入し、コレアはA代表デビューを飾った。ピッチに入ってからわずか3分後、マティアス・クラネビッテルからのパスを受けてエリア外からミドルシュートを放ち、ファーストタッチで代表初ゴールを記録した。2021年6月、2019年10月以来の代表招集を受け、4日のチリ代表との試合に後半のみ出場した。自身初のメジャー大会となったコパ・アメリカ2021では、グループステージ2試合のみの出場に終わったが、チームは決勝でブラジル代表を1-0で下し、見事10大会ぶりの優勝を成し遂げた。
2022年11月17日、負傷したニコラス・ゴンサレスに代わって2022 FIFAワールドカップアルゼンチン代表に招集された。そしてワールドカップ優勝を経験した。

## 人物
一度もプレーをしたことはないが、小さいころより地元のロサリオ・セントラルのサポーターとして知られ、2014年には足にロサリオ・セントラルのタトゥーを彫った。
CAサン・ロレンソ・デ・アルマグロのソシオであるフランシスコ教皇がブエノスアイレス大司教（在任1998年‐2013年）だったときにスポーツ施設付属礼拝堂で堅信を授けた寄宿生の一人である。

## 個人成績
2023-24シーズン終了時点
| クラブ                   | シーズン     | リーグ                  | リーグ戦 | リーグ戦 | カップ戦 | カップ戦 | 国際大会 | 国際大会 | その他 | その他 | 合計 | 合計 |
| クラブ                   | シーズン     | リーグ                  | 出場     | 得点     | 出場     | 得点     | 出場     | 得点     | 出場   | 得点   | 出場 | 得点 |
| ------------------------ | ------------ | ----------------------- | -------- | -------- | -------- | -------- | -------- | -------- | ------ | ------ | ---- | ---- |
| サン・ロレンソ           | 2012-13      | アルゼンチン プリメーラ | 13       | 4        | 1        | 0        | 2        | 0        | 0      | 0      | 13   | 4    |
| サン・ロレンソ           | 2013-14      | アルゼンチン プリメーラ | 34       | 4        | 0        | 0        | 9        | 2        | 1      | 0      | 34   | 4    |
| サン・ロレンソ           | クラブ通算   | クラブ通算              | 48       | 10       | 1        | 0        | 11       | 2        | 1      | 0      | 61   | 12   |
| アトレティコ・マドリード | 2014-15      | スペイン プリメーラ     | 0        | 0        | 0        | 0        | 0        | 0        | 0      | 0      | 0    | 0    |
| アトレティコ・マドリード | 2015-16      | スペイン プリメーラ     | 26       | 5        | 5        | 2        | 5        | 1        | 0      | 0      | 36   | 8    |
| アトレティコ・マドリード | 2016-17      | スペイン プリメーラ     | 31       | 4        | 7        | 4        | 9        | 0        | 0      | 0      | 47   | 8    |
| アトレティコ・マドリード | 2017-18      | スペイン プリメーラ     | 37       | 8        | 4        | 0        | 15       | 1        | 0      | 0      | 50   | 9    |
| アトレティコ・マドリード | 2018-19      | スペイン プリメーラ     | 36       | 3        | 4        | 2        | 8        | 0        | 1      | 0      | 49   | 5    |
| アトレティコ・マドリード | 2019-20      | スペイン プリメーラ     | 33       | 5        | 1        | 1        | 8        | 0        | 2      | 1      | 44   | 7    |
| アトレティコ・マドリード | 2020-21      | スペイン プリメーラ     | 38       | 9        | 2        | 0        | 8        | 0        | 0      | 0      | 48   | 9    |
| アトレティコ・マドリード | 2021-22      | スペイン プリメーラ     | 36       | 12       | 2        | 0        | 10       | 1        | 1      | 0      | 49   | 13   |
| アトレティコ・マドリード | 2022-23      | スペイン プリメーラ     | 35       | 9        | 4        | 1        | 6        | 0        | -      | -      | 45   | 10   |
| アトレティコ・マドリード | 2023-24      | スペイン プリメーラ     | 32       | 9        | 4        | 1        | 10       | 1        | 1      | 0      | 47   | 11   |
| アトレティコ・マドリード | クラブ通算   | クラブ通算              | 304      | 64       | 33       | 11       | 79       | 4        | 5      | 1      | 421  | 80   |
| キャリア通算             | キャリア通算 | キャリア通算            | 352      | 74       | 34       | 11       | 90       | 6        | 6      | 1      | 482  | 92   |

## タイトル

### クラブ
サン・ロレンソ
- プリメーラ・ディビシオン：2013-14
- コパ・リベルタドーレス：2014

アトレティコ・マドリード
- UEFAヨーロッパリーグ：2017-18
- UEFAスーパーカップ：2018
- ラ・リーガ：2020-21

### 代表
U-20アルゼンチン代表
- 南米ユース選手権：2015

アルゼンチン代表
- コパ・アメリカ：2021
- FIFAワールドカップ：2022

## 代表歴

### 出場大会
- U-20アルゼンチン代表
  - 2015年 - 南米ユース選手権 (優勝)
  - 2015年 - FIFA U-20ワールドカップ (グループリーグ敗退)
- U-23アルゼンチン代表
  - 2016年 - リオデジャネイロオリンピック (グループリーグ敗退)
- アルゼンチン代表
  - 2021年 - コパ・アメリカ (優勝)
  - 2022年 - FIFAワールドカップ (優勝)

### 試合数
- 国際Aマッチ 28試合 3得点 (2015年 -　)[24]

| アルゼンチン代表 | 国際Aマッチ | 国際Aマッチ |
| 年               | 出場        | 得点        |
| ---------------- | ----------- | ----------- |
| 2015             | 3           | 1           |
| 2016             | 4           | 0           |
| 2017             | 1           | 0           |
| 2018             | 2           | 0           |
| 2019             | 2           | 1           |
| 2021             | 6           | 1           |
| 2022             | 5           | 0           |
| 2023             | 1           | 0           |
| 2024             | 1           | 0           |
| 2053             | 3           | 0           |
| 通算             | 28          | 3           |